# Тихи, Робин
Робин Амин Тихи (швед. Robin Amin Tihi; род. 16 марта 2002, Дандерюд, Стокгольм) —  финский и шведский футболист, защитник клуба АИК и сборной Финляндии.

## Клубная карьера
Футболом начал заниматься в 5 лет в школе клуба «Васалунд». В 14-летнем возрасте перебрался в академию АИК, где прошёл путь от юношеской команды до основного состава. Дебютировал в официальном матче за клуб 1 марта 2020 года в рамках кубка Швеции. Тихи вышел в стартовом составе на игру с «Эргрюте», в которой АИК одержал минимальную победу.
В начале июня 2020 года подписал четырёхлетний контракт с АИК. В чемпионате страны впервые сыграл 14 июня в выездном матче с «Эребру». Тихи появился на поле в стартовом составе, а на 59-й минуте открыл счёт. По итогам встречи, завершившейся со счётом 2:0, был назван лучшим игроком матча.

## Карьера в сборной
В 2018 году в составе юношеской сборной Швеции принимал участие в товарищеском турнире в Дании.

## Статистика выступлений

### Клубная статистика
| Выступление      | Выступление      | Выступление      | Лига | Лига | Кубки | Кубки | Конт. кубки | Конт. кубки | Итого | Итого |
| Клуб             | Лига             | Сезон            | Игры | Голы | Игры  | Голы  | Игры        | Голы        | Игры  | Голы  |
| ---------------- | ---------------- | ---------------- | ---- | ---- | ----- | ----- | ----------- | ----------- | ----- | ----- |
| АИК              | Аллсвенскан      | 2020             | 13   | 1    | 3     | 0     | 0           | 0           | 16    | 1     |
| АИК              | Аллсвенскан      | 2021             | 0    | 0    | 1     | 0     | 0           | 0           | 1     | 0     |
| АИК              | Итого            | Итого            | 13   | 1    | 4     | 0     | 0           | 0           | 17    | 1     |
| Всего за карьеру | Всего за карьеру | Всего за карьеру | 13   | 1    | 4     | 0     | 0           | 0           | 17    | 1     |